# Bad Blood (cântec de Taylor Swift)
"Bad Blood" este un hit al cântăreței americane Taylor Swift, inclus în albumul său de studio numit "1989", lansat în 2014. Melodia a fost lansată ca al patrulea single de pe album și a obținut un succes considerabil în Statele Unite, ajungând pe locul întâi în topul Billboard Hot 100. Aceasta a devenit al patrulea cântec al lui Taylor care a reușit să se claseze pe primul loc în această ierarhie.

## Istorie
"Bad Blood" a fost lansată în octombrie 2014 ca al patrulea single de pe albumul "1989" al cântăreței Taylor Swift. În acea perioadă, piesa a debutat pe locul 78 în topul Billboard Hot 100, unde a stat timp de două săptămâni. Însă, după premiera videoclipului la Billboard Music Awards în 2015, o versiune remixată a piesei cu rapperul Kendrick Lamar a adus cântecul înapoi în atenția publicului și a dus la reintrarea sa în clasament pe locul 53. De asemenea, piesa a ajuns pe locul 26 în Digital Songs Chart, cu vânzări de 47.000 de copii digitale.
În săptămâna care s-a încheiat la 24 mai 2015, "Bad Blood" a ajuns pe primul loc în topul Billboard Hot 100, cu vânzări de 385.000 de copii. Acest succes a făcut din Taylor Swift a doua artistă, după Adele, care reușește să aibă trei single-uri de pe un singur album în fruntea clasamentului american. De asemenea, "Bad Blood" a devenit al patrulea single consecutiv al albumului "1989" care a intrat în top 10, fiind al 18-lea single al lui Taylor Swift care a reușit această performanță.
Până în iunie 2015, cântecul a vândut 1,1 milioane de copii digitale în SUA. Versiunea originală a piesei a primit recenzii mixte din partea criticilor muzicali, în timp ce versiunea remixată a primit în mare parte recenzii pozitive. În total, "Bad Blood" a fost al 11-lea cântec cu cuvântul "Bad" care a intrat în topul Billboard Hot 100.

## Videoclipul
Videoclipul piesei "Bad Blood" a fost regizat de Joseph Kahn, care a mai regizat videoclipul piesei "Blank Space" a lui Taylor Swift. Aceasta a fost filmat în Los Angeles, California, pe 12 aprilie 2015 și a avut premiera la Billboard Music Awards pe 17 mai 2015. Videoclipul a avut o distribuție impresionantă, cu mai multe vedete care și-au ales un nume diferit pentru rolul lor. Taylor Swift a postat o fotografie pe Instagram cu toți actorii care au apărut în videoclip.
Videoclipul a stabilit un record pentru cele mai multe vizualizări în 24 de ore pe Vevo, obținând 20,1 milioane de vizualizări în prima zi de la lansare. Acest lucru a doborât recordul anterior deținut de Nicki Minaj și videoclipul său "Anaconda", care a obținut 19,6 milioane de vizualizări în 24 de ore.
Revista Rolling Stone a descris videoclipul ca fiind un videoclip "neo-noir futurist". "Bad Blood" a fost nominalizat la 7 categorii la premiile MTV Video Music Awards din 2015, inclusiv pentru cel mai bun videoclip al anului și cel mai bun videoclip feminin.
Lista interpretărilor din videoclipul "Bad Blood" în ordinea apariției lor în cadru:
1. Taylor Swift - Catastrophe
2. Selena Gomez - Arsyn
3. Kendrick Lamar - Welvin Da Great
4. Lena Dunham - Lucky Fiori
5. Hailee Steinfeld - The Trinity
6. Serayah - Dilemma
7. Gigi Hadid - Slay-Z
8. Ellie Goulding - Destructa X
9. Martha Hunt - HomeSlice
10. Karlie Kloss - Knockout
11. Cara Delevingne - Mother Chucker
12. Zendaya - Cut-Throat
13. Hayley Williams - The Crimson Curse
14. Lily Aldridge - Frostbyte
15. Cindy Crawford - Headmistress
16. Mariska Hargitay - Justice
17. Ellen Pompeo - Luna